# Radoslav Dimitrov
Radoslav S. Dimitrov (* 25. Juli 1971) ist ein US-amerikanischer Politikwissenschaftler, Associate Professor an der University of Minnesota und EU-Delegierter bei den UN-Klimaverhandlungen.

## Leben
Von 1999 bis 2007 war Dimitrov Berichterstatter und Analyst für das Earth Negotiations Bulletin. Er war Associate Professor an der University of Western Ontario, heute an der University of Minnesota. Er arbeitete als Berater für das World Business Council for Sustainable Development.

## Arbeit
Dimitrov arbeitete zur globalen Umweltpolitik bei den internationalen Klimaschutzverhandlungen und UN-Diplomatie.

## Publikationen (Auswahl)
- 2003: Knowledge, Power, and Interests in Environmental Regime Formation. International Studies Quarterly, 47
- 2010: Inside Copenhagen: The State of Climate Governance. Global Environmental Politics, Volume 10, Nummer 2,
- 2016: The Paris Agreement on Climate Change: Behind Closed Doors. Global Environmental Politics, Volume 16, Nummer 3.